# Charles Bronson (együttes)
A Charles Bronson amerikai powerviolence zenekar volt az Illinois állambeli DeKalb-ból. 1994-től 1997-ig működtek.
Zenéjük az Infest együttes korai powerviolence stílusát egyesítette a youth crew hardcore stílussal és a thrashcore műfaj sebességével. Dalaik rövidek voltak, és néha különféle filmekből használtak fel részleteket. Szövegeik a hardcore punk színteret kritizálták szatirikus módon. Az együttes hosszú ideig viszálykodott a Code 13 énekesével, Felix Havoc-kal. Feloszlásuk után a tagok olyan együtteseket alapítottak, mint a Los Crudos és az MK-Ultra.

## Diszkográfia
- Demo Tape (1994)
- Charles Bronson (Diet Rootbeer) 7" (1995)
- Charles Bronson / Spazz 7" (1995)
- Charles Bronson / Unanswered split 7" (1995)
- Charles Bronson / Ice Nine split 7" (1996)
- Charles Bronson / Quill split 7" (1996) – Nat Records (Japan)
- Youth Attack! (1997)
- Complete Discocrappy (dupla album, 2000)